# 戚美珍
戚美珍（英語：Jaime Chik Mei Chun，1962年1月5日—），籍貫廣東開平，出生於香港，香港女演員，其丈夫苗僑偉亦是知名演員。

## 生平
1974年，12歲的戚美珍進入位於大坑東的左派學校香島中學就讀初中，後轉校。
1979年，畢業於天主教鳴遠中學（曾獲香港賽馬會助學金助完成學業），為該校第14屆中五畢業生，與前香港女藝人、1985年首屆亞洲小姐亞軍潘先儀為同級同學兼同屆畢業生。
1980年，戚美珍參加無綫電視藝員訓練班第10期藝員訓練班，畢業後成為其簽約藝員，成為香港無綫電視藝員。主持《歡樂今宵》，並參演了系列短劇《七彩如來神掌》，因此與景黛音、廖安麗同被稱為“EYT三小花”。
1982年，戚美珍與苗僑偉主演了時裝神話喜劇《飛越十八層》，飾演張樂雯，該劇是戚美珍的處女作，也是她與苗僑偉的定情之作。
1984年，戚美珍與周潤發、陳秀珠、董瑋主演了古裝武俠劇《笑傲江湖》，因飾演岳靈珊而為人熟悉。
1985年，戚美珍參演了由呂良偉、謝賢、曾華倩、曾江、趙雅芝主演的武俠劇《雪山飛狐》，飾演胡斐的母親“胡夫人”。隨後與TVB五虎將、曾華倩、周海媚等主演了古裝電視劇《楊家將》，飾演明豔動人的青蓮公主。
1986年，戚美珍先是與高雄、陳敏兒、湯鎮業主演了古裝武俠劇《林沖》，在劇中飾演李師師 ；隨後與張兆輝、劉嘉玲、石修、曾華倩、商天娥主演了時裝恩怨情仇劇《黃金十年》；
1987年，戚美珍客串出演了古裝武俠劇《書劍恩仇錄》；接着與苗僑偉、劉青雲、曾華倩、陳秀雯主演了古裝武俠劇《天龍神劍》，飾演嚴天嬌。
1988年，戚美珍的客串出演了梁朝偉、苗僑偉版古裝武俠劇《絕代雙驕》，飾演花月奴，該劇是TVB十大全球收視率最高劇集之一，也是戚美珍在TVB的最後一部戲；同年與寇世勳、張晨光聯合了主演了台灣劇集《情義無價》，飾演何雨晴，該劇在台灣受到好評，在內地也引起關注，該劇也是戚美珍唯一參演的台灣劇集。
1989年，隨著與無綫電視（TVB）合約到期不再續約，戚美珍轉投亞洲電視，並為ATV拍過幾部電視劇，如歷史劇《滿清十三皇朝之危城爭霸》，戚美珍主演並演唱了該劇主題曲《恩愛故事》。後約滿離開亞視。
1990年，與苗僑偉結婚後息影退出娛樂圈。
2008年，她息影一段時間後，重返無綫電視，復出開拍與呂良偉、羅嘉良、馬德鐘、袁詠儀、郭可盈、薛家燕的無綫電視劇《富貴門》。
2010年，與曾志偉合作投資社會企業素食餐廳樂農，並透過慈善機構「龍耳」聘請聾人，主要目的是希望能幫助到社會上一班弱勢社群，讓他們有機會就業謀生。
2012年，再度重返無綫電視，主持無綫節目《珍情品味》。
2017年，擔任無綫節目《最佳拍檔》嘉賓，與一眾《歡樂今宵》的元祖級人馬，盧海鵬、林建明和賈思樂一起分享趣事及回憶，當中亦提及到不少感情要好的舊拍檔，有些已經離開人世、例如包括有：而由於憶述當時受癌魔折磨，在最後階段依然不放棄、保持樂觀的盧大偉時，亦不禁落淚。

## 私人生活
1987年，戚美珍與哥哥、苗僑偉（當時的男朋友）合資成立了「藝視眼鏡有限公司」。
1990年，戚美珍與苗僑偉結婚，延開80席。婚後，二人育有一子一女。

### 與周星馳的軼事
戚美珍與周星馳兩人從小是街坊鄰居。70年代，戚美珍哥哥開了一家很小的眼鏡店，剛好在周星馳家樓下對面。當年，對於住在那附近的年輕人而言，眼鏡是挺前衛的玩意，因為周星馳曾到店裏配眼鏡，所以大家才互相認識，並成為了朋友。
而在這群朋友中，戚美珍是第一個考入訓練班的人，其他人覺得挺有趣的，所以就跟著戚美珍一起報考了。其中梁朝偉和周星馳都參加了下一屆訓練班，後來梁朝偉考進去了，但周星馳卻考不進，這件事戚美珍當時並不知情。
有一天，訓練班的校長兼老師在上課的休息時間，就拿著一張周星馳的照片，樣子很煩惱地問同學，「覺得這名男生如何？」，戚美珍一看就知道照片上的是周星馳了，但沒有說自己認識周星馳，只是一個勁地說他好。校長之所以會問大家，是因為在選角時，不知道該把周星馳放在哪一個範疇工作，是該搞笑呢？還是走正經路線？以戚美珍的觀察，校長應該是為了是否收錄這名學生而煩惱。
後來，戚美珍趁空檔時走進校長房間，告訴校長，這是她的朋友；然後問校長，他是不是在報考訓練班？請收錄他吧！而校長也表示自己在考慮。戚美珍在校長面前再次不停地說周星馳的長處，功夫了得，長得英俊，有型好看，還很搞笑幽默。
在戚美珍眼中，周星馳小時候就有搞笑幽默的這些長處了，很容易把大家逗笑。
對於周星馳那些年拍的所有戲，戚美珍表示：「我看遍了他的每一部電影，很多橋段也能讓我會心微笑，這不就是小龍（她們小時候稱周星馳為李小龍）小時候的事嗎！或者是小時候看的國外電影裏的情節，他取了當中的元素，經過他的改良加入到他的電影中。」

## 影視作品

### 電視劇（無綫電視）
| 首播   | 劇名                       | 角色             |
| 1981年 | 新銳劇場之命運戰士         | 阿May            |
| 1981年 | 第八度空間                 | 主 持（客串）    |
| 1981年 | 突破                       | 電視明星（客串） |
| 1982年 | 飛越十八層                 | 張樂雯           |
| 1982年 | 過山車                     | 盛素文           |
| 1983年 | 歡樂今宵劇集：鐵面包公       | 飛鳳公主         |
| 1983年 | 歡樂今宵劇集：七彩如來神掌 | 裘玉梅           |
| 1984年 | 笑傲江湖                   | 岳靈珊           |
| 1984年 | 歡樂今宵劇集：武林聖火令   | 尹丹鳳           |
| 1985年 | 雪山飛狐                   | 胡夫人(魏雪)     |
| 1985年 | 楊家將                     | 青 蓮（大公主）  |
| 1985年 | 新紮師兄續集               | 葉巧楠           |
| 1986年 | 林冲                       | 李師師           |
| 1986年 | 黃金十年                   | 曹錦儀           |
| 1987年 | 歡樂今宵劇集：季節         | 冰（客串）       |
| 1987年 | 鄭成功                     | 楊素珊           |
| 1987年 | 天龍神劍                   | 嚴天嬌           |
| 1987年 | 書劍恩仇錄                 | 玉如意           |
| 1988年 | 大都會                     | 林靈芝           |
| 1988年 | 另一個女人                 | -                |
| 1988年 | 飛躍霓裳                   | 姜舜玲           |
| 1988年 | 絕代雙驕                   | 花月奴           |
| 2009年 | 富貴門                     | 賀爵年（Connie） |
| 2010年 | 老公萬歲                   | 護 士（客串）    |

### 電視劇（亞洲電視）
| 首播   | 劇名     | 角色   |
| 1989年 | 野櫻花   | 周美珊 |
| 1990年 | 還看今朝 | 任美麗 |
| 1990年 | 皇城爭霸 | 珍 妃  |
| 1990年 | 過界時代 | 方意真 |

### 電視劇（台灣中視）
| 首播   | 劇名     | 角色   |
| 1988年 | 情義無價 | 何雨晴 |

### 電視劇（中國大陸）
| 首播   | 劇名     | 角色               |
| 2013年 | 花开半夏 | 夏林，夏如畫的母親 |

### 電視節目（無綫電視）
| 年份日期          | 名稱                 | 角色                                 |
| 1981年            | K-100通訊站          | 主持                                 |
| 1982年            | 第一屆新秀歌唱大賽   | 司儀                                 |
| 1980年代          | 歡樂今宵             | 初任歡樂小姐，後升為主持             |
| 2008年12月23-24日 | 娛樂直播             | 訪談節目嘉賓                         |
| 2009年12月5日     | 志雲飯局             | 訪談節目嘉賓                         |
| 2012年            | 珍情品味             | 主持                                 |
| 2016年8月21日     | 我愛香港             | 嘉賓                                 |
| 2017年11月11日    | 綜藝精彩50年 我愛EYT | 演出短劇《蝦仔爹哋》                 |
| 2017年11月26日    | 最佳拍檔             | 第10集與盧海鵬、林建明、賈思樂任嘉賓 |

### 電視節目（亞洲電視數碼媒體）
| 年份日期     | 名稱   | 角色 |
| 2018年5月4日 | 今晚見 | 嘉賓 |

### 電影
| 首播   | 片名               | 角色                      |
| 1983年 | 《專撬牆腳》       |                           |
| 1984年 | 《請鬼》           | Shella                    |
| 1984年 | 《神勇雙響炮》     | 客串 酒吧顧客阿美         |
| 1985年 | 《夏日福星》       | 客串 文娛中心櫃台職員阿美 |
| 1988年 | 《最佳損友闖情關》 | 客串 餐廳顧客             |
| 1989年 | 《瀟灑先生》       | 小妹                      |
| 1990年 | 《富貴兵團》       | 客串 女軍護士特務         |
| 1995年 | 《仙樂飄飄》       | 其中一位合唱團學生之家長  |
| 2010年 | 《72家租客》       | 客串 租戶                 |
| 2016年 | 《江湖悲劇》       | 陸玲                      |

### 音樂錄影帶
| 歌名                 | 歌手   |
| 倩影                 | 蔡楓華 |
| 痴心的廢墟（初版）   | 譚詠麟 |
| 回到你身邊（國語版） | 劉德華 |

### 演唱歌曲
| 歌名     | 電視劇   | 性質   |
| 十三皇朝 | 皇城爭霸 | 主題曲 |

### 舞台劇
| 年份       | 劇名                              | 角色 | 場地               | 合作                   |
| 2011年9月  | 蝦仔嗲哋                          | 阿珍 | 灣仔伊利沙伯體育館 | 賈思樂、盧海鵬、林建明 |
| 2012年12月 | 蝦仔爹哋II （页面存档备份，存于） | 阿珍 | 九龍灣國際展貿中心 | 賈思樂、盧海鵬、林建明 |

### 廣告
- 1986年 海濤髮型 （页面存档备份，存于）

## 獎項
- 1985年 華僑晚報十大明星選舉：十大電視明星[9]
- 1986年 華僑晚報十大明星選舉：十大電視明星

## 外部連結
- 戚美珍在互联网电影资料库（IMDb）上的資料（英文）
- 戚美珍在香港影庫上的簡介
- 戚美珍在时光网上的簡介（简体中文）
- 戚美珍在豆瓣上的资料（简体中文）